# Franca Chiaromonte
Franca Chiaromonte (Napoli, 6 gennaio 1957) è una politica e giornalista italiana.

## Biografia
Giornalista, figlia di Gerardo Chiaromonte, già parlamentare del Partito Comunista Italiano e del PDS.
Viene eletta deputata nella XII del Partito Democratico della Sinistra e nella XIV e nella XV dei Democratici di Sinistra, alle elezioni politiche del 2008 è eletta senatrice del Partito Democratico. Nel 2009 ha proposto un disegno di legge costituzionale, insieme all'onorevole Luigi Compagna del PdL, per ripristinare l'immunità parlamentare. Conclude il proprio mandato parlamentare nel 2013.